# Чарльз Дюк
Чарльз Мосс Дюк (англ. Charles Moss Duke; * 3 жовтня 1935) — астронавт США. Наймолодший з тих, хто побував на Місяці (Харрісон Шмітт народився на кілька місяців раніше). У квітні 1966 року він став одним з 19 осіб, відібраних у п'яту групу астронавтів НАСА. У 1969 році він працював у групі забезпечення польоту «Аполлона-10». Під час експедиції «Аполлона-11» Дюк виконував роль оператора зв'язку з екіпажем (англ. Capsule Communicator, CAPCOM).
Він був у складі експедиції «Аполлон-16», п'ятої висадки людей на Місяць. Загальна тривалість перебування місячного модуля на поверхні Місяця — 71 година 2 хв.

## Кар'єра в НАСА

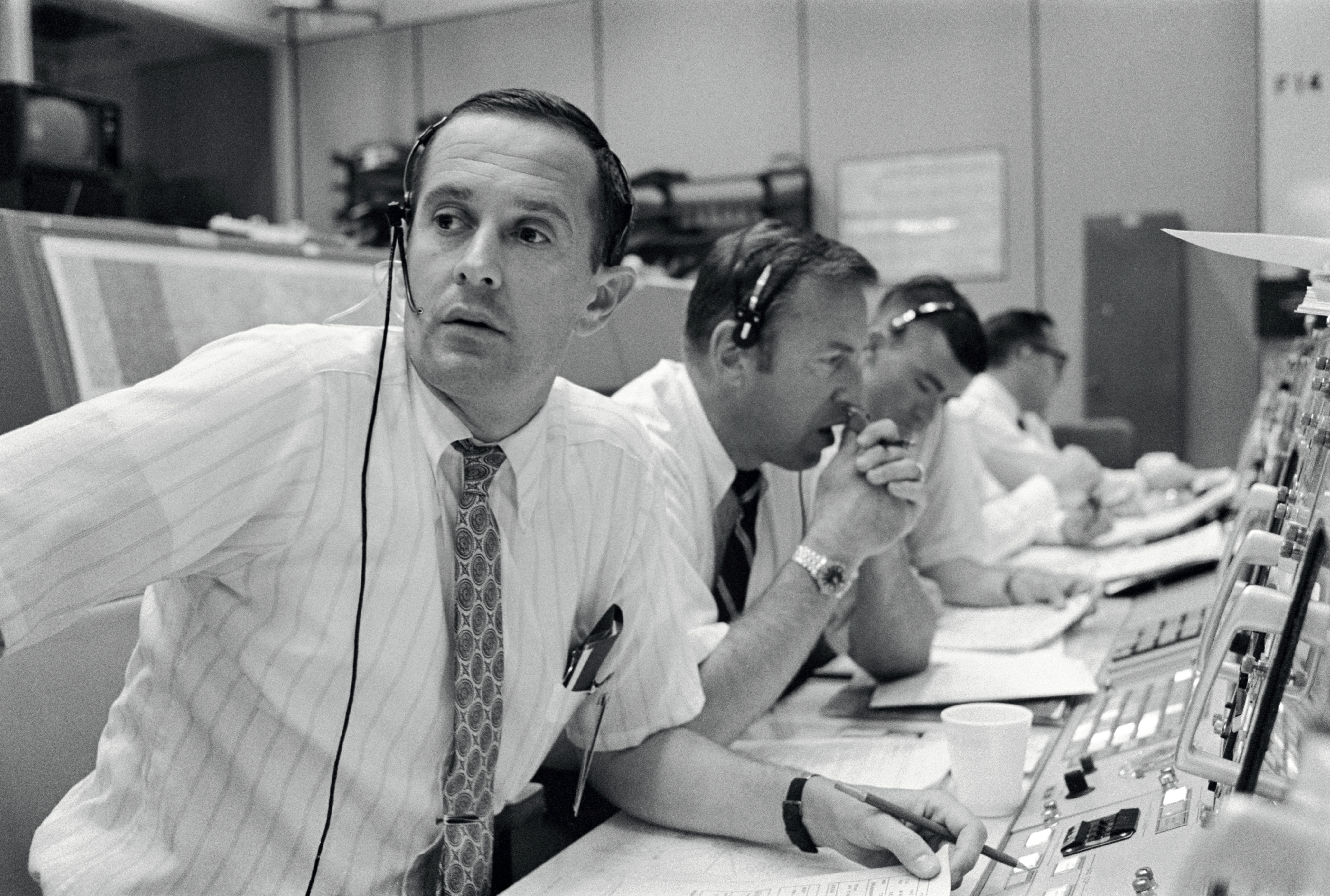
Дюк під час Аполлон-11 CAPCOM в 1969 р.

У квітня 1966 р. Дюк був одним з 19 обраних для НАСА п'ятої групи космонавтів. У 1969 році він був членом підтримки екіпажу астронавтів Аполлон-10. Він тоді служив CAPCOM для Аполлон-11, першої висадки на Місяць, де його відмінною Південний протяжний став знаком глядачам по всьому світу. Як CAPCOM, він став голосом управління польотами нервової довгим посадки, що майже витратив все паливо місячного модуля Орла. Знамениті перші слова герцога до Аполлон-11 екіпажу на поверхні Місяця були схвильовані: "Роджер, … Спокій, ми копіюємо вас на землі. Ви отримали купу посинілих хлопців. Ми знову дихаємо. Велике спасибі! "
Дюк був резервним пілотом місячного модуля Аполлон-13, однак незадовго до місії захворів на краснуху, заразившися від дитини свого друга, і випадково заразив основний екіпаж цією хворобою. Як у Кена Маттінглі не було природного імунітету до цієї хвороби, Меттінглі був замінений як пілот командного модуля Джека Суігерт. Меттінглі буде перепризначений як пілот командного модуля польоту Дюк, Аполлон-16.
Дюк служив пілотом місячного модуля Аполлон-16 в 1972 році, де він і Джон У. Янг приземлився на Декарта нагір'я і провели три виходи у відкритий космос, роблячи Дюк десята людина, що ступила на поверхню Місяця. Він також служив як резервний пілот місячного модуля для Аполлон-17. Дюк пішов з НАСА в грудні 1975 року..

## Аполлон-16

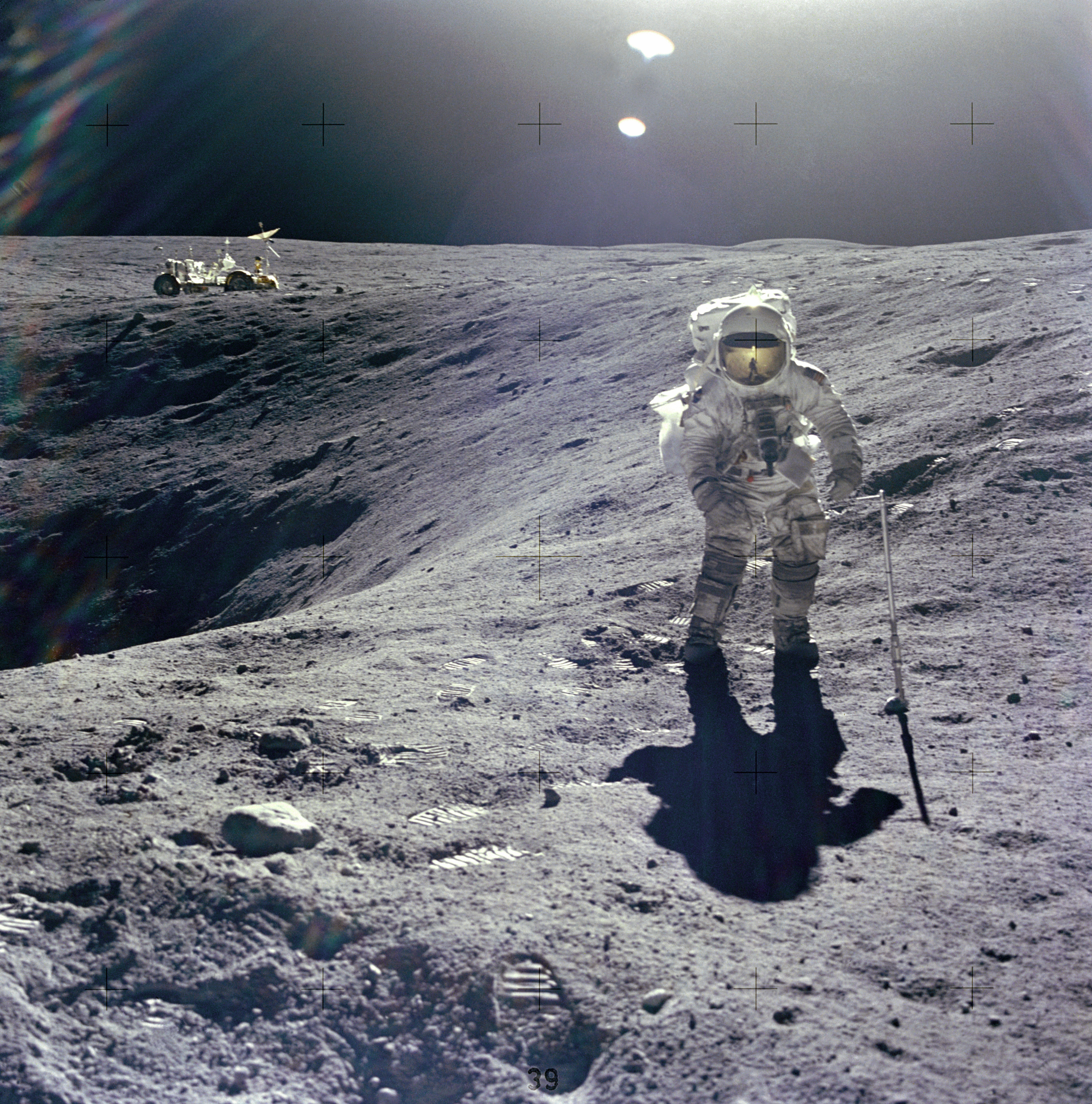
Дюк на місячній поверхні під час Аполлон-16 квітня 1972 p.

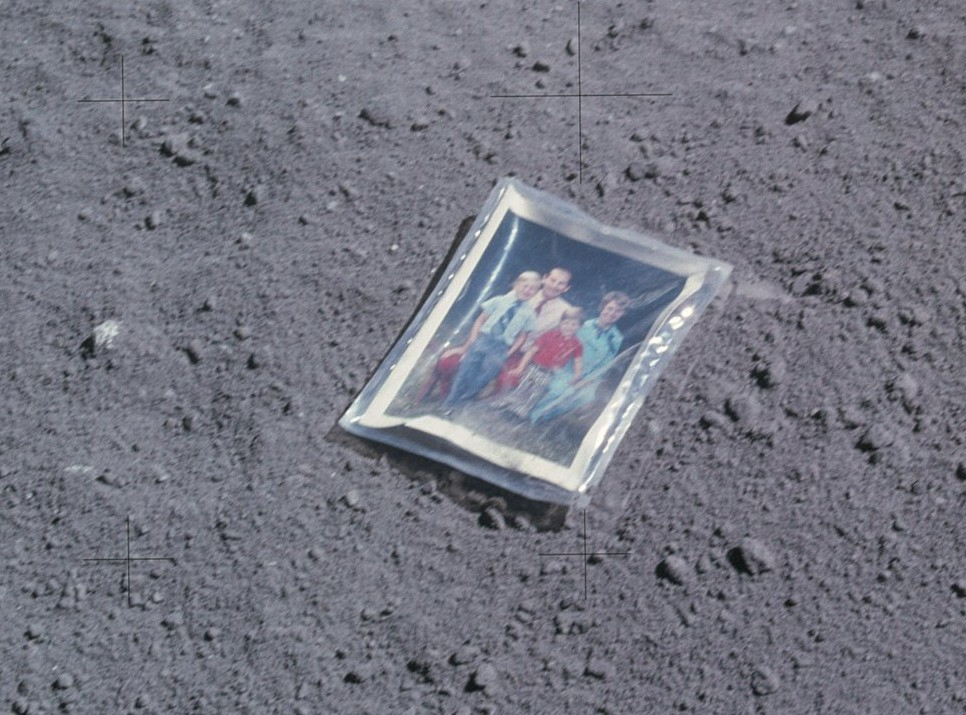
фотографія сім'ї, залишений Дюком на Місяці

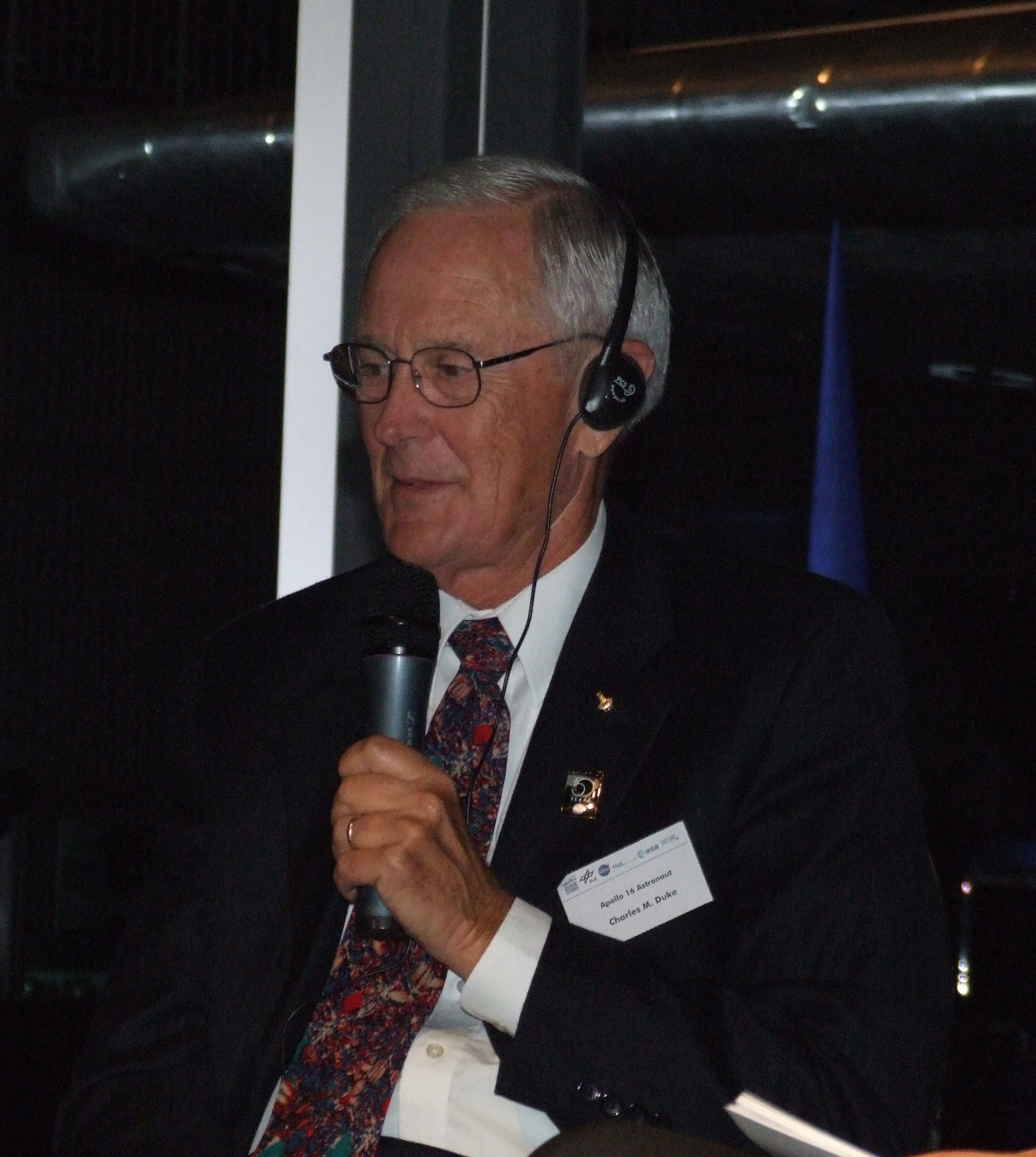
Чарльз Дюк. 2 жовтня 2008 в Музей техникі в Шпайері

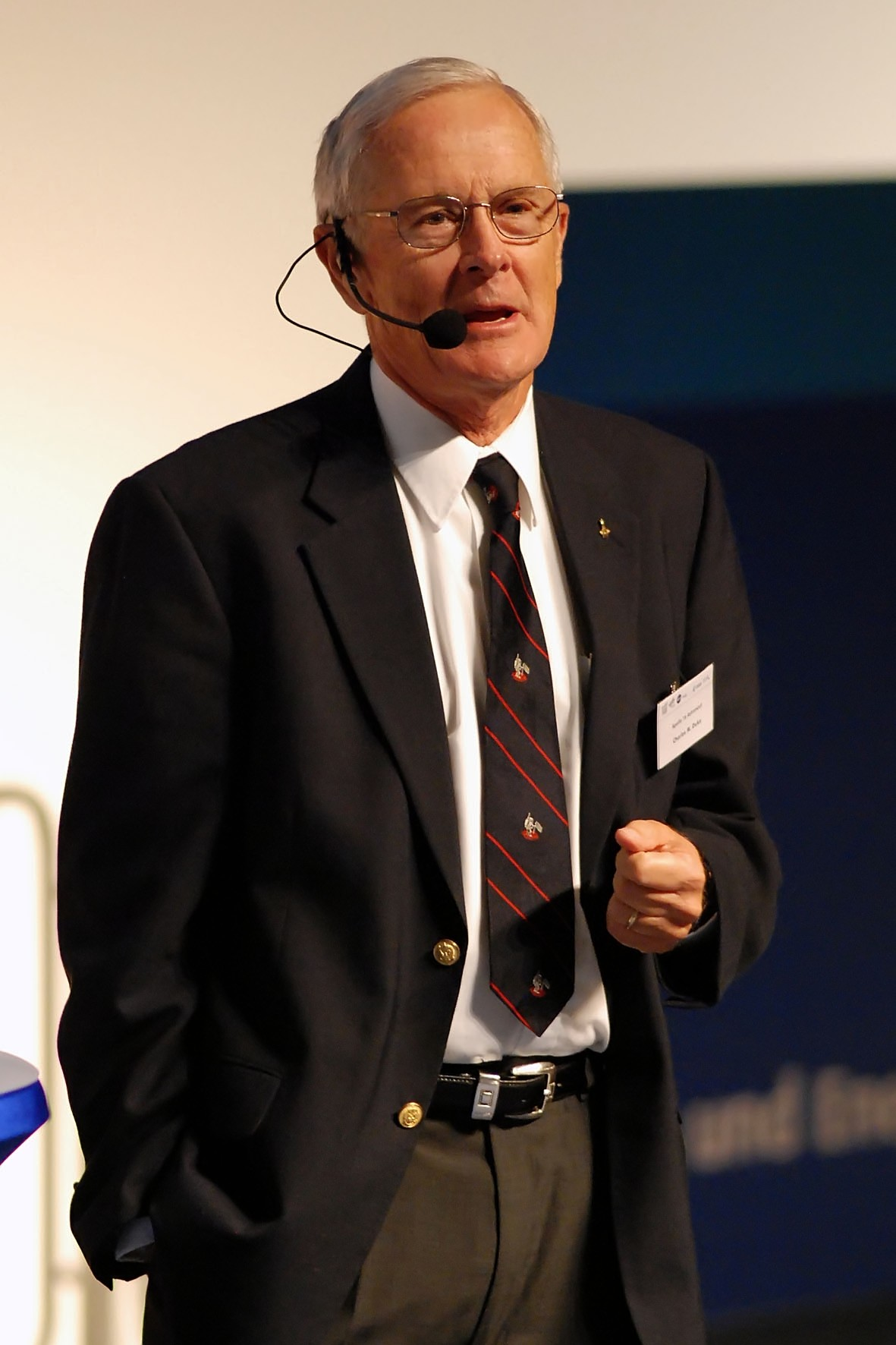
Чарльз Дюк в Сан-Дієго в лютому 2009 року

Аполлон-16 (квітень 16-27, 1972 р.) був запущений з Космічного центру ім. Джоном Ф. Кеннеді і був п'ятим пілотований місячний десант місія. Екіпаж складався з Джона У. Янг як командувача, Кен Меттінглі як пілот командного модуля, і Дюк, як пілота місячного модуля. Аполлон-16 був першим наукова експедиція для огляду, обстеження та зразки матеріалів і особливості поверхні в Декарта області міцний місячних. Джон Янг приступили до тодішнього рекорд настройки місячної поверхні перебування 71 годин і 14 хвилин, маневруючи місячний модуль «Орейон» до посадки на грубих Келі рівнин. В трьох наступних екскурсій на місячну поверхню, він реєструється 20 години 15 хвилин у відкритий космос, пов'язаних з їх установки і активації наукового обладнання і експериментів, збору майже 96 кг каміння і ґрунту, а також оцінку і Використання «Ровер-2» над грубою поверхні ще зустрічаються на Місяці.
Інші Аполлон 16 досягнень включені найбільший корисне навантаження розміщений на місячній орбіті 34 595 кг; Перший детектор космічних променів розгорнуті на місячній поверхні; Перший місячний обсерваторія з дальньої УФ камери; Місія Аполлон-16 був укладений з приводнення Тихому океану і подальшого відновлення на «Тикондерога» (англ. USS Ticonderoga (CV-14)).

## Джерело
- Офіційна біографія НАСА [Архівовано 23 листопада 2013 у Wayback Machine.](англ.)